# Yimen
För andra betydelser, se Yimen (olika betydelser).
Yimen, tidigare stavat Imen, är ett härad som lyder under Yuxis stad på prefekturnivå i Yunnan-provinsen i sydvästra Kina.